# (7356) Casagrande
(7356) Casagrande est un astéroïde de la ceinture principale.

## Description
(7356) Casagrande est un astéroïde de la ceinture principale. Il fut découvert le 27 septembre 1995 à Stroncone par l'Observatoire astronomique Santa Lucia de Stroncone. Il présente une orbite caractérisée par un demi-grand axe de 2,61 UA, une excentricité de 0,13 et une inclinaison de 11,7° par rapport à l'écliptique.

## Compléments